# Nintendo Points
Nintendo Points är ett betalningsystem avsett att användas tillsammans med Nintendos konsoler Wii och Nintendo DSi. Nintendo Points kan bl.a. användas som betalningsmedel för spel som laddas ner via Wii Shop Channel och Nintendo DSi Shop, samt spelas med Virtual Console. Nintendo Points köps via handlare i form av ett kort kallat Nintendo Points Card och kostar ca 1 Euro per 100 Nintendo Points. Nintendo Points säljs i Japan i storlekarna 1000, 3000, och 5000 Nintendo pts, medan Europa och USA har en enhetlig storlek på 2000 Nintendo pts.
Nintendo Points hette från början Wii Points, men döptes efter introduktionen av Nintendo DSi och dess egen hemladdningstjänst om och nya Nintendo Points Cards med nya värden började att distribueras. När man köpt Nintendo Points måste de konverteras till antingen Wii Points eller Nintendo DSi Points innan de kan användas, i syfte att låsa dem till en plattform. Dock finns det en del länder som fortfarande har Wii Points Cards som även kan användas som Nintendo Points cards.

## Priser i Nintendo poäng
Priser för det nerladdningsbara spelen varierar och blir ungefär som följande:
- 500 Nintendo pts. för NES-spel
- 600-800 Nintendo pts. för SMD-spel
- 600-800 Nintendo pts. för PC Engine/Turbo Grafx-spel
- 800-900 Nintendo pts. för SNES-spel
- 900 Nintendo pts. för Neo-Geo-spel
- 1000-1200 Nintendo pts. för N64-spel.

## Växelkurs
Nedan är en lista för de officiella växelkurserna för respektive marknad.
| Växelkurs           | Sverige SEK | USA USD | Kanada CAD | Japan JPY | Australien AUD | Europa EUR | Storbritannien GBP |
| ------------------- | ----------- | ------- | ---------- | --------- | -------------- | ---------- | ------------------ |
| 100 Nintendo Points | 10 kr       | $1      | $1.20      | ¥100      | $1.50          | €1         | £0.70              |